# Chirothecia
Chirothecia  (лат.) — род аранеоморфных пауков из подсемейства Dendryphantinae в семействе пауков-скакунов (Salticidae). Все представители рода распространены в странах Южной Америке.

## Виды
- Chirothecia amazonica Simon, 1901 — Бразилия
- Chirothecia botucatuensis Bauab, 1980 — Бразилия
- Chirothecia clavimana (Taczanowski, 1871) — Бразилия, Гвиана
- Chirothecia crassipes Taczanowski, 1878 — Перу
- Chirothecia daguerrei Galiano, 1972 — Аргентина
- Chirothecia euchira (Simon, 1901) — Бразилия, Аргентина
- Chirothecia minima Mello-Leitão, 1943 — Аргентина
- Chirothecia rosea (F. O. P-Cambridge, 1901) — Панама
- Chirothecia semiornata Simon, 1901 — Бразилия
- Chirothecia soaresi Bauab, 1980 — Бразилия
- Chirothecia uncata Soares & Camargo, 1948 — Бразилия
- Chirothecia wrzesniowskii Taczanowski, 1878 — Эквадор